# Reggenza di Rembang
La reggenza di Rembang (in indonesiano: Kabupaten Rembang) è una reggenza dell'Indonesia, situata nella provincia di Giava Centrale.